# カリャンプディ・ラダクリシュナ・ラオ

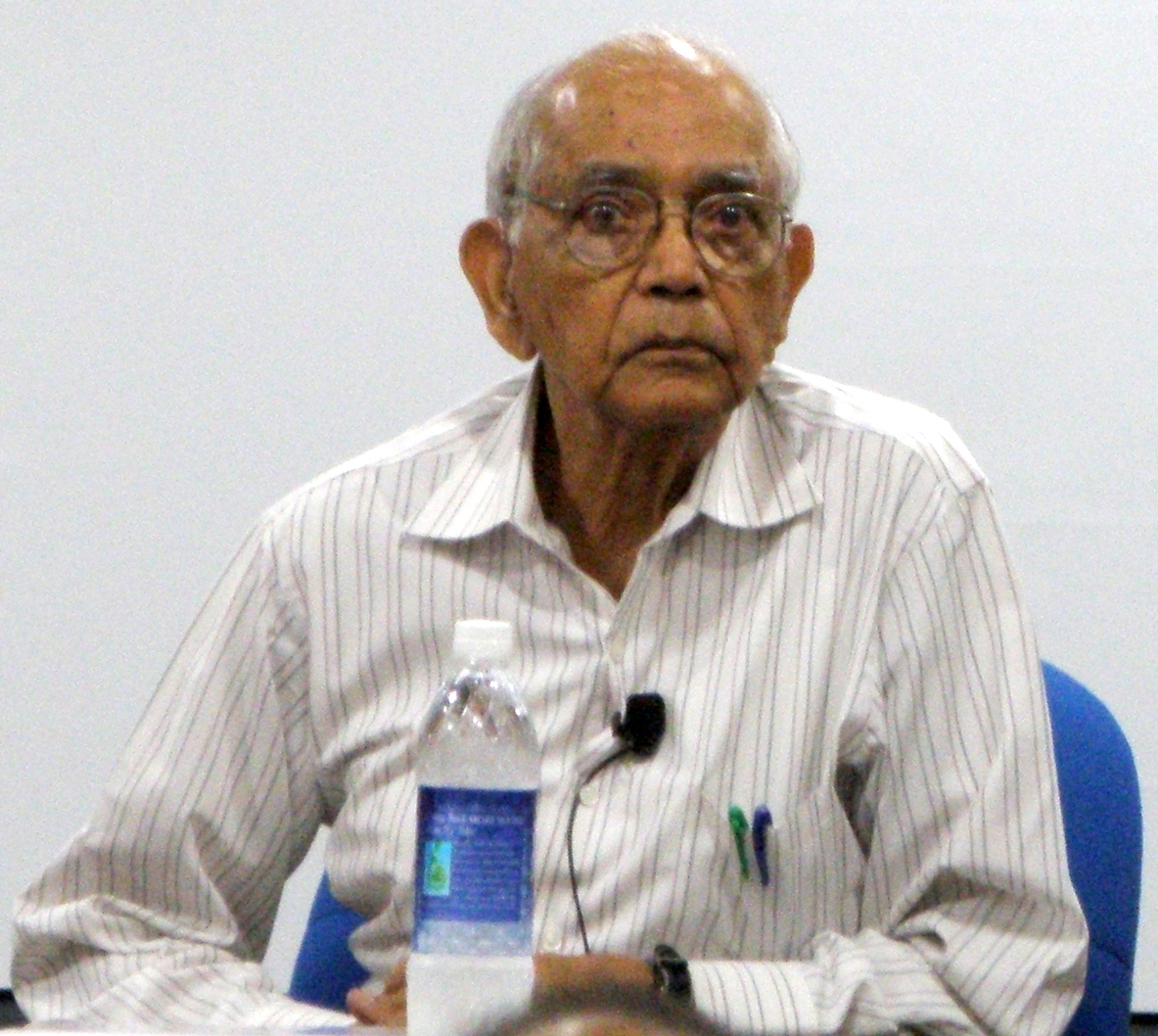
カリャンプディ・ラダクリシュナ・ラオ(2012)

カリャンプディ・ラダクリシュナ・ラオ（Calyampudi Radhakrishna (C R) Rao、1920年9月10日 - 2023年8月22日）は、インド出身でアメリカ合衆国の統計学者、生物学者。クラメール・ラオの限界で知られる。

## 経歴
イギリス領インド帝国マドラス管区に生まれる。母語はテルグ語。アーンドラ・プラデーシュ州で中等教育を受けた後、1940年にインド統計研究所（ISI、現インド統計大学）で1年間学び、コルカタ大学で1943年に統計学の修士号を取得した。1946年にケンブリッジ大学に移籍し、同大学の人類学博物館で統計問題に取り組む傍ら、ロナルド・フィッシャーの遺伝学研究室でマウスの染色体を研究し、1948年に生物学のPh.D.を取得した。同年インドに戻り、1979年までISIの教授を務めた。1979年に渡米し、1987年までピッツバーグ大学で、その後はペンシルベニア州立大学で教鞭を執った。2023年にニューヨーク州バッファローにおいて102歳で没した。
1965年ガイ・メダル銀メダル、2001年アメリカ国家科学賞、2011年ガイ・メダル金メダルを受賞した。

## 著書

### 単著
- 『統計学とは何か : 偶然を生かす』 藤越康祝・柳井晴夫・田栗正章 共訳、丸善、1993年。ちくま学芸文庫、2010年。ISBN 978-4-480-09271-7。（原著: Statistics and truth: Putting Chance To Work. 1989）
- 『統計的推測とその応用』 奥野忠一・永田洋・篠崎信雄・ほか 共訳、東京図書、1977年〈新装版 1986年〉。NDLJP:12607744。（原著: Linear statistical inference and its applications. 1973）

### 共著
- 『やさしい統計入門 : 視聴率調査から多変量解析まで』 田栗正章・藤越康祝・柳井晴夫 共著、講談社〈ブルーバックス〉、2007年。ISBN 978-4-06-257557-7。

### 共編著
- 『ベイズ統計分析ハンドブック〈新装版〉』 D.K. デイ（英語版） 共編、繁桝算男・岸野洋久・大森裕浩 監訳、朝倉書店、2023年。ISBN 978-4-254-12280-0。初版 2012年。（原著: Bayesian Thinking. 2005）
- 『時系列分析ハンドブック』、T.S. ラオ（英語版）・S.S. ラオ 共編、北川源四郎・田中勝人・川﨑能典 監訳、朝倉書店、2016年。ISBN 978-4-254-12211-4。（原著: Time Series Analysis: Methods and Applications. 2012）
- 『ファイナンス統計学ハンドブック』 G.S.マタラ（英語版） 共編、小暮厚之・森平爽一郎 監訳、朝倉書店、2004年。ISBN 978-4-254-29002-8。（原著: Statistical methods in finance. 1996）

## 参照
- C. R. (Calyampudi Radhakrishna) Rao
- ET Interviews: C. R. Rao
- Professor C R Rao, 1920-2023